# Biggar (Scozia)

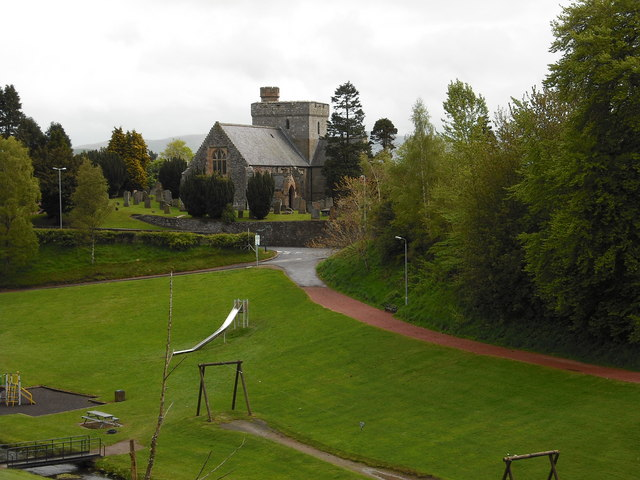
La Biggar Kirk

Biggar (in gaelico scozzese: Bigear) è una cittadina (e un tempo burgh) di circa 2.300 abitanti della Scozia meridionale, facente parte dell'area di consiglio del Lanarkshire Meridionale (South Lanarkshire) e situata nelle Southern Uplands. È posta ad un'altitudine di 215 metri.

## Geografia fisica
Biggar si trova nel tratto settentrionale delle Southern Uplands, tra Glasgow e Galashiels (rispettivamente a sud-est della prima e ad ovest della seconda). Dista circa 30 miglia da Edimburgo.

## Storia
Nel 1164, fu costruita a Biggar una chiesa e sempre nel corso del XII secolo un motte e bailey.
Biggar divenne un royal burgh nel 1451.
La città si sviluppò a partire dal XVII-XVIII secolo, con la costruzione di una scuola nel 1608 e di un ufficio postale nel 1715.
Nel 1860 fu costruita una ferrovia in loco, che fu poi dismessa nel 1966.

## Monumenti e luoghi d'interesse
L'architettura della città ha un'impronta medievale.

### Architetture religiose

#### Biggar Kirk
Principale edificio religioso di Biggar è la Biggar Kirk, costruita nella forma attuale nel 1546 da Malcolm, Lord Fleming sulle rovine di un edificio preesistente del 1164.

### Architetture militari

#### Castello di Biggar
A Biggar si trovano le rovine di un motte e bailey, il castello di Biggar, costruito probabilmente nel XII o nel XIII secolo e andato distrutto nel corso del XVII secolo..

## Società

### Evoluzione demografica
Al censimento del 2011, Lochleven contava una popolazione pari a 2.294 abitanti.
La località ha conosciuto quindi un incremento demografico rispetto al 2001, quando contava una popolazione pari a 2.150 abitanti. Il dato è tendente ad un ulteriore rialzo (la popolazione stimata nel 2016 era di circa 2.340 abitanti).

## Cultura

### Musei
- Biggar Gasworks Museum[3]

### Teatri
- Teatro delle marionette vittoriane[2]